# Västerås Skerike församling
Västerås Skerike församling var en församling i Västerås stift i Västerås kommun i Västmanlands län. Församlingen uppgick 2006 i Skerike-Gideonsbergs församling.

## Administrativ historik
Församlingen har medeltida ursprung under namnet Skerike församling och namnändrades till Västerås Skerike församling 1962. 1991 utbröts Gideonsbergs församling och Önsta församling.
Församlingen utgjorde till 1 maj 1934 ett eget pastorat för att därefter till 1962 vara annexförsamling i pastoratet Skultuna, Lillhärad och Skerike. Från 1962 till 2006 åter ett eget pastorat. Församlingen uppgick 2006 i Skerike-Gideonsbergs församling.

## Organister
| Verksam   | Namn                    | Levnadstid | Övrigt                                             |
| --------- | ----------------------- | ---------- | -------------------------------------------------- |
| 1857-1860 | August Andersson        | 1835-      |                                                    |
| 1860-1866 | Gustaf Efraim Hiller    | 1832-      |                                                    |
| 1866-1897 | Per Tibblin             | 1831-      |                                                    |
| 1897-1899 | Karl Helmfrid Bellander | 1874-      |                                                    |
| 1902-1911 | Gustaf L. S. Löfgren    | 1866-1942  |                                                    |
| 1911      | Rudolf Åhlén            | 1890-1911  |                                                    |
| 1912-1917 | Henrik Hugo Wahlquist   | 1890-      |                                                    |
| 1917-1957 | Carl Johan Hedblom      | 1892-      |                                                    |
| 1957-     | K. Hjalmar Nähr         | 1909-      |                                                    |
| 1964      | –                       | –          | Vakant. Tillförordnad organist var Gustaf Gullman. |

## Kyrkor
- Skerike kyrka